# Heemskerck Rupes
L'Heemskerck Rupes è una struttura geologica della superficie di Mercurio.